# Finale wereldkampioenschap voetbal 2002
De finale van het wereldkampioenschap voetbal 2002 was de 16e editie van de voetbalwedstrijd die gespeeld werd in het kader van het FIFA Wereldkampioenschap. De wedstrijd vond plaats op 30 juni 2002 tussen Duitsland en Brazilië. De finale werd gespeeld in het Nissan-stadion in Yokohama.
Na een toernooi met ontzettend veel verrassingen, was het bijna een verrassing dat de twee meest constantste ploegen uit de WK-geschiedenis de finale tegen elkaar speelden. Het was zelfs de eerste keer dat beide grootmachten elkaar ontmoetten in een WK-duel. Voor het toernooi waren de landen niet bepaald favorieten, beiden speelden een moeizame kwalificatie. Duitsland was gehandicapt doordat hun beste speler Michael Ballack geschorst was. Het was een redelijk open wedstrijd, waarbij Brazilië in de eerste helft de beste kansen kreeg, Ronaldo miste twee grote kansen, één keer redde Oliver Kahn en Kléberson schoot op de lat. In de tweede helft kreeg Duitsland de eerste grote kans: Oliver Neuville schoot uit een vrije trap op de paal. Daarna bleven grote kansen aan beide kanten uit, totdat Kahn een schot van Rivaldo niet klemvast behandelde, Ronaldo profiteerde van de misser. Duitsland probeerde het nog wel via Jens Jeremies, maar vlak daarna volgde de beslissing. Uit een fonkelende aanval, waarbij Rivaldo als bliksemafleider diende scoorde Ronaldo zijn tweede doelpunt. Hij werd tevens topscorer van het toernooi met acht doelpunten, het was voor de eerste keer sinds 1970 dat een speler meer dan zes doelpunten maakte in een WK-eindronde. Voor Brazilië was het de vijfde wereldtitel, Duitsland verloor zijn vierde finale, beiden een record.

## Route naar de finale
| Nr | Land        | Wed | W | G | V | DV | DT | Ptn |
| -- | ----------- | --- | - | - | - | -- | -- | --- |
| 1  | Engeland    | 8   | 5 | 2 | 1 | 16 | 6  | 17  |
| 2  | Duitsland   | 8   | 5 | 2 | 1 | 14 | 10 | 17  |
| 3  | Finland     | 8   | 3 | 3 | 2 | 12 | 7  | 12  |
| 4  | Griekenland | 8   | 2 | 1 | 5 | 7  | 17 | 7   |
| 5  | Albanië     | 8   | 1 | 0 | 7 | 5  | 14 | 3   |

| Team       | Wed | W  | G | L  | DV | DT | Ptn |
| ---------- | --- | -- | - | -- | -- | -- | --- |
| Argentinië | 18  | 13 | 4 | 1  | 42 | 15 | 43  |
| Ecuador    | 18  | 9  | 4 | 5  | 23 | 20 | 31  |
| Brazilië   | 18  | 9  | 3 | 6  | 31 | 17 | 30  |
| Paraguay   | 18  | 9  | 3 | 6  | 29 | 23 | 30  |
| Uruguay    | 18  | 7  | 6 | 5  | 19 | 13 | 27  |
| Colombia   | 18  | 7  | 6 | 5  | 20 | 15 | 27  |
| Bolivia    | 18  | 4  | 6 | 8  | 21 | 33 | 18  |
| Peru       | 18  | 4  | 4 | 10 | 14 | 25 | 16  |
| Venezuela  | 18  | 5  | 1 | 12 | 18 | 44 | 16  |
| Chili      | 18  | 3  | 3 | 12 | 15 | 27 | 12  |

| Land          | Wed | Win | Gel | Ver | DV | DT | +/− | Pnt |
| ------------- | --- | --- | --- | --- | -- | -- | --- | --- |
| Duitsland     | 3   | 2   | 1   | 0   | 11 | 1  | 10  | 7   |
| Ierland       | 3   | 1   | 2   | 0   | 5  | 2  | 3   | 5   |
| Kameroen      | 3   | 1   | 1   | 1   | 2  | 3  | -1  | 4   |
| Saoedi-Arabië | 3   | 0   | 0   | 3   | 0  | 12 | -12 | 0   |

| Land       | Wed | Win | Gel | Ver | DV | DT | +/− | Pnt |
| ---------- | --- | --- | --- | --- | -- | -- | --- | --- |
| Brazilië   | 3   | 3   | 0   | 0   | 11 | 3  | 8   | 9   |
| Turkije    | 3   | 1   | 1   | 1   | 5  | 3  | 2   | 4   |
| Costa Rica | 3   | 1   | 1   | 1   | 5  | 6  | -1  | 4   |
| China      | 3   | 0   | 0   | 3   | 0  | 9  | -9  | 0   |

## Wedstrijddetails
|                                             |           |                  |          |                                                                                          |
| 30 juni 2002 20:00 UTC+9 «onderlinge duels» | Duitsland | 0 – 2            | Brazilië | Nissan-stadion, Yokohama Toeschouwers: 69.029 Scheidsrechter: Pierluigi Collina (Italië) |
| 30 juni 2002 20:00 UTC+9 «onderlinge duels» |           | 67', 79' Ronaldo |          | Nissan-stadion, Yokohama Toeschouwers: 69.029 Scheidsrechter: Pierluigi Collina (Italië) |

| Duitsland | Brazilië |

| Duitsland:     |    |                     |        |
|                |    |                     |        |
| GK             | 1  | Oliver Kahn         |        |
| RB             | 2  | Thomas Linke        |        |
| CB             | 5  | Carsten Ramelow     |        |
| LB             | 21 | Christoph Metzelder |        |
| RM             | 22 | Torsten Frings      |        |
| CM             | 8  | Dietmar Hamann      |        |
| CM             | 16 | Jens Jeremies       | 77'    |
| LM             | 17 | Marco Bode          | 84'    |
| AM             | 19 | Bernd Schneider     |        |
| CF             | 11 | Miroslav Klose      | 9' 74' |
| CF             | 7  | Oliver Neuville     |        |
| Wisselspelers: |    |                     |        |
| FW             | 20 | Oliver Bierhoff     | 74'    |
| FW             | 14 | Gerald Asamoah      | 77'    |
| MF             | 6  | Christian Ziege     | 84'    |
| Coach:         |    |                     |        |
| Rudi Völler    |    |                     |        |

| Brazilië:           |    |                |     |
|                     |    |                |     |
| GK                  | 1  | Marcos         |     |
| RB                  | 3  | Lúcio          |     |
| CB                  | 5  | Edmílson       |     |
| LB                  | 4  | Roque Júnior   | 6'  |
| RM                  | 2  | Cafú           |     |
| CM                  | 8  | Gilberto Silva |     |
| CM                  | 15 | Kléberson      |     |
| LM                  | 6  | Roberto Carlos |     |
| AM                  | 11 | Ronaldinho     | 85' |
| CF                  | 9  | Ronaldo        | 90' |
| CF                  | 10 | Rivaldo        |     |
| Wisselspelers:      |    |                |     |
| MF                  | 19 | Juninho        | 85' |
| MF                  | 17 | Denílson       | 90' |
| Coach:              |    |                |     |
| Luiz Felipe Scolari |    |                |     |

A-internationals · Selecties · CBF · Braziliaans vrouwenelftal · Olympisch elftal · Bondscoaches
1910 – 1919 · 
1920 – 1929 · 
1930 – 1939 · 
1940 – 1949 · 
1950 – 1959 · 
1960 – 1969 · 
1970 – 1979 · 
1980 – 1989 · 
1990 – 1999 · 
2000 – 2009 · 
2010 – 2019 · 
2020 – 2029
WK 1930 · 
WK 1934 · 
WK 1938 · 
WK 1950 · 
WK 1954 · 
WK 1958 · 
WK 1962 · 
WK 1966 · 
WK 1970 · 
WK 1974 · 
WK 1978 · 
WK 1982 · 
WK 1986 · 
WK 1990 · 
WK 1994 · 
WK 1998 · 
WK 2002 · 
WK 2006 · 
WK 2010 · 
WK 2014 · 
WK 2018 · 
WK 2022
OS 1952 · 
OS 1960 · 
OS 1964 · 
OS 1968 · 
OS 1972 · 
OS 1976 · 
OS 1984 · 
OS 1988 · 
OS 1996 · 
OS 2000 · 
OS 2008 · 
OS 2012 · 
OS 2016 · 
OS 2020
1914 · 
1915 · 
1916 · 
1917 · 
1918 · 
1919 · 
1920 · 
1921 · 
1922 · 
1923 · 
1924 · 
1925 · 
1926 · 
1927 · 
1928 · 
1929 · 
1930 · 
1931 · 
1932 · 
1933 · 
1934 · 
1935 · 
1936 · 
1937 · 
1938 · 
1939 · 
1940 · 
1941 · 
1942 · 
1943 · 
1944 · 
1945 · 
1946 · 
1947 · 
1948 · 
1949 · 
1950 · 
1951 · 
1952 · 
1953 · 
1954 · 
1955 · 
1956 · 
1957 · 
1958 · 
1959 · 
1960 · 
1961 · 
1962 · 
1963 · 
1964 · 
1965 · 
1966 · 
1967 · 
1968 · 
1969 · 
1970 · 
1971 · 
1972 · 
1973 · 
1974 · 
1975 · 
1976 · 
1977 · 
1978 · 
1979 · 
1980 · 
1981 · 
1982 · 
1983 · 
1984 · 
1985 · 
1986 · 
1987 · 
1988 · 
1989 · 
1990 · 
1991 · 
1992 · 
1993 · 
1994 · 
1995 · 
1996 · 
1997 · 
1998 · 
1999 · 
2000 · 
2001 · 
2002 · 
2003 · 
2004 · 
2005 · 
2006 · 
2007 · 
2008 · 
2009 · 
2010 · 
2011 · 
2012 · 
2013 · 
2014 · 
2015 · 
2016 · 
2017 · 
2018 ·
2019 ·
2020 ·
2021
Algerije ·
Andorra ·
Argentinië ·
Australië ·
België ·
Bolivia ·
Bosnië en Herzegovina ·
Bulgarije ·
Canada ·
Chili ·
China ·
Colombia ·
Congo-Kinshasa ·
Costa Rica ·
Denemarken ·
DDR ·
Duitsland ·
Ecuador ·
Egypte ·
El Salvador ·
Engeland ·
Estland ·
Finland ·
Frankrijk ·
Gabon ·
Ghana ·
Griekenland ·
Guatemala ·
Guinee ·
Haïti ·
Honduras ·
Hongarije ·
Hongkong ·
Ierland ·
IJsland ·
Irak ·
Iran ·
Israël ·
Italië ·
Ivoorkust ·
Jamaica ·
Japan ·
Joegoslavië ·
Kameroen ·
Kroatië ·
Letland ·
Litouwen ·
Luxemburg ·
Maleisië ·
Marokko ·
Mexico ·
Nederland ·
Nieuw-Zeeland ·
Nigeria ·
Noord-Ierland ·
Noord-Korea ·
Noorwegen ·
Oekraïne ·
Oman ·
Oostenrijk ·
Panama ·
Paraguay ·
Peru ·
Polen ·
Portugal ·
Qatar .
Roemenië ·
Rusland ·
Saoedi-Arabië ·
Senegal ·
Servië ·
Schotland ·
Slowakije ·
Sovjet-Unie ·
Spanje ·
Tanzania ·
Thailand ·
Tsjechië ·
Tsjecho-Slowakije ·
Tunesië ·
Turkije ·
Uruguay ·
Venezuela ·
Verenigde Arabische Emiraten ·
Verenigde Staten ·
Wales ·
Zambia ·
Zimbabwe ·
Zuid-Afrika ·
Zuid-Korea ·
Zweden ·
Zwitserland
Argentinië (1982) ·
Argentinië (2005) ·
Australië (1997) ·
Australië (2006) ·
België (2018) ·
Chili (2014) ·
China (2002) ·
Colombia (2014) ·
Costa Rica (2018) ·
Duitsland (2002) ·
Duitsland (2014) ·
Frankrijk (1998) ·
Frankrijk (2006) ·
Ghana (2006) ·
Hongarije (1954) ·
Italië (1970) ·
Italië (1982) ·
Italië (1994) ·
Japan (2006) ·
Kameroen (2014) ·
Kameroen (2022) ·
Kroatië (2006) ·
Kroatië (2014) ·
Kroatië (2022) ·
Mexico (1999) ·
Mexico (2014) ·
Mexico (2018) ·
Nederland (2014) ·
Portugal (2010) ·
Servië (2018) ·
Spanje (2013) ·
Tsjecho-Slowakije (1962, 2) ·
Turkije (2002, 1) ·
Uruguay (1950) ·
Verenigde Staten (2009, 2) ·
Zweden (1958) ·
Zwitserland (2018)
DFB · A-internationals · Bondscoaches · Duits vrouwenelftal · Olympisch elftal · Duitsland U21 · Duitsland U20 · Duitsland U19 · Duitsland U18 · Duitsland U17 · Duitsland U16 · Vrouwen U17
1905 – 1919 · 
1920 – 1929 · 
1930 – 1939 · 
1940 – 1949 · 
1950 – 1959 · 
1960 – 1969 · 
1970 – 1979 · 
1980 – 1989 · 
1990 – 1999 · 
2000 – 2009 · 
2010 – 2019 · 
2020 – 2029
EK's: 1972 · 
1976 · 
1980 · 
1984 · 
1988 · 
1992 · 
1996 · 
2000 · 
2004 · 
2008 · 
2012 · 
2016 · 
2020 · 
2024
CC: 1999 · 
2005 · 
2017
WK's: 1934 ·
1938 · 
1954 · 
1958 · 
1962 · 
1966 · 
1970 · 
1974 · 
1978 · 
1982 · 
1986 · 
1990 · 
1994 · 
1998 · 
2002 · 
2006 · 
2010 · 
2014 · 
2018 · 
2022
OS: 1912 ·
1928 ·
1936 ·
2016 ·
2020
Albanië ·
Algerije ·
Argentinië ·
Armenië ·
Australië ·
Azerbeidzjan ·
België ·
Bohemen en Moravië ·
Bolivia ·
Bosnië en Herzegovina ·
Brazilië ·
Bulgarije ·
Canada ·
Chili ·
China ·
Colombia ·
Costa Rica ·
Cyprus ·
DDR ·
Denemarken ·
Ecuador ·
Egypte ·
Engeland ·
Estland ·
Faeröer ·
Finland ·
Frankrijk ·
Georgië ·
Ghana ·
Gibraltar ·
GOS ·
Griekenland ·
Hongarije ·
Ierland ·
IJsland ·
Iran ·
Israël ·
Italië ·
Ivoorkust ·
Japan ·
Joegoslavië ·
Kameroen ·
Kazachstan ·
Koeweit ·
Kroatië ·
Letland ·
Liechtenstein ·
Litouwen ·
Luxemburg ·
Malta ·
Marokko ·
Mexico ·
Moldavië ·
Nederland ·
Nieuw-Zeeland ·
Nigeria ·
Noord-Ierland ·
Noord-Macedonië ·
Noorwegen ·
Oekraïne ·
Oman ·
Oostenrijk ·
Paraguay ·
Peru ·
Polen ·
Portugal ·
Roemenië ·
Rusland ·
Saarland ·
San Marino ·
Saoedi-Arabië ·
Schotland ·
Servië ·
Servië en Montenegro · 
Slovenië ·
Slowakije ·
Sovjet-Unie ·
Spanje ·
Thailand ·
Tsjechië ·
Tsjecho-Slowakije ·
Tunesië ·
Turkije ·
Uruguay ·
Verenigde Arabische Emiraten ·
Verenigde Staten ·
Wales ·
Wit-Rusland ·
Zuid-Afrika ·
Zuid-Korea ·
Zweden ·
Zwitserland
Algerije (1982) · 
Algerije (2014) · 
Argentinië (1986) ·
Argentinië (1990) ·
Argentinië (2006) ·
Argentinië (2014) · 
Australië (2010) ·
België (1980) · 
Brazilië (2002) ·
Brazilië (2014) · 
Chili (1982) ·
Costa Rica (2006) ·
Denemarken (1992) ·
Denemarken (2012) · 
Ecuador (2006) ·
Engeland (1966) ·
Engeland (1982) ·
Engeland (2010) ·
Engeland (2021) ·
Frankrijk (2014) · 
Frankrijk (2021) · 
Ghana (2014) ·
Griekenland (2012) · 
Hongarije (1954, 2) ·
Hongarije (2021) ·
Italië (1982) ·
Italië (2006) ·
Italië (2012) · 
Japan (2022) · 
Kroatië (2008) ·
Mexico (2018) ·
Nederland (1974) ·
Nederland (2012) ·
Oekraïne (2016) ·
Oostenrijk (1982) ·
Oostenrijk (2008) ·
Polen (2006) ·
Polen (2008) ·
Polen (2016) ·
Portugal (2006) ·
Portugal (2008) ·
Portugal (2012) ·
Portugal (2014) ·
Portugal (2021) ·
Servië (2010) ·
Sovjet-Unie (1972) · 
Spanje (1982) ·
Spanje (2008) ·
Spanje (2022) ·
Tsjechië (1996, 2) · 
Tsjecho-Slowakije (1976) ·
Turkije (2008) ·
Verenigde Staten (2014) ·
Zuid-Korea (2018) ·
Zweden (2006)